# Lemvig (plaats)
Lemvig is een stad in het westen van Denemarken aan de zuidelijke oever van het Limfjord. De stad telt 7031 inwoners (2014) en is de hoofdplaats van de bij de in 2007 doorgevoerde gemeentelijke herindeling, waarbij Thyborøn-Harboøre en Lemvig fuseerden, ontstane Lemvig Kommune.

## Geschiedenis

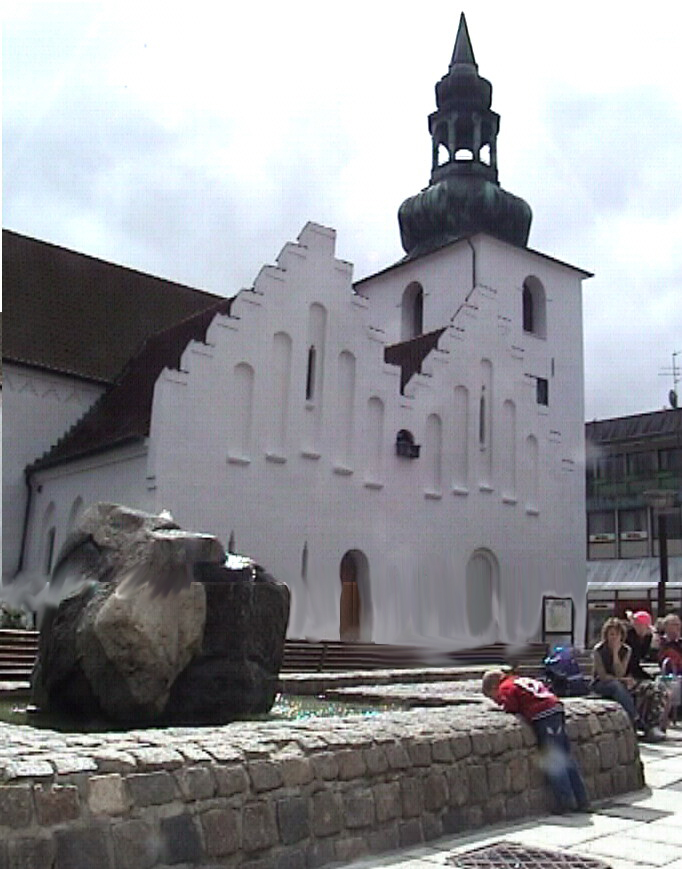
Kerk in het centrum van Lemvig

Het landschap rondom Lemvig werd gevormd tijdens de laatste ijstijd en de omgeving was reeds in de steentijd bewoond. Rondom de stad bevinden zich een aantal grafheuvels uit de bronstijd. De stad zelf werd voor het eerst genoemd in een brief aan de koning uit 1234. In 1549 verkreeg Lemvig stadsrechten.
De kerk in het centrum van Lemvig stamt uit de dertiende eeuw en heeft een voor Denemarken atypische uivormige toren.
- Gemeinsame Normdatei: 4619829-5
- Library of Congress Control Number: n80117059
- MusicBrainz: 7711662a-c8b8-4fa4-9cf8-03b79e537216
- Nationale Bibliotheek van Israël: 987007557328705171
- Virtual International Authority File: 140720304
- WorldCat: E39PBJjxxp96QCDdgQQkmgJMT3